# Irán a 2004. évi nyári olimpiai játékokon
Irán a görögországi Athénban megrendezett 2004. évi nyári olimpiai játékok egyik részt vevő nemzete volt. Az országot az olimpián 10 sportágban 37 sportoló képviselte, akik összesen 6 érmet szereztek.

## Érmesek
| Érem  | Versenyző             | Sportág    | Versenyszám               |
| ----- | --------------------- | ---------- | ------------------------- |
| Arany | Hoszejn Rezázáde      | Súlyemelés | Férfi +105 kg             |
| Arany | Hádi Szái             | Taekwondo  | Férfi pehelysúly          |
| Ezüst | Maszud Musztafa Gokár | Birkózás   | Férfi szabadfogás, 60 kg  |
| Ezüst | Alirezá Rezáji        | Birkózás   | Férfi szabadfogás, 120 kg |
| Bronz | Alirezá Hejdari       | Birkózás   | Férfi szabadfogás, 96 kg  |
| Bronz | Juszof Karami         | Taekwondo  | Férfi váltósúly           |

## Asztalitenisz
Férfi
| Versenyző            | Versenyszám | 64-es főtábla                                         | 48-as főtábla     | 32-es főtábla     | Nyolcaddöntő      | Negyeddöntő       | Elődöntő          | Döntő             | Helyezés |
| Versenyző            | Versenyszám | Ellenfél Eredmény                                     | Ellenfél Eredmény | Ellenfél Eredmény | Ellenfél Eredmény | Ellenfél Eredmény | Ellenfél Eredmény | Ellenfél Eredmény | Helyezés |
| -------------------- | ----------- | ----------------------------------------------------- | ----------------- | ----------------- | ----------------- | ----------------- | ----------------- | ----------------- | -------- |
| Mohammadrezá Paszand | Egyes       | Thiago Monteiro (BRA) · 8-11, 13-11, 9-11, 7-11, 5-11 | kiesett           | kiesett           | kiesett           | kiesett           | kiesett           | kiesett           | 49.      |

## Atlétika
Férfi
| Versenyző       | Versenyszám | Előfutam | Előfutam | Előfutam | Elődöntő | Elődöntő | Elődöntő | Döntő   | Döntő    |
| Versenyző       | Versenyszám | Idő      | Hely.    | Össz.    | Idő      | Hely.    | Össz.    | Idő     | Helyezés |
| --------------- | ----------- | -------- | -------- | -------- | -------- | -------- | -------- | ------- | -------- |
| Szadzsád Morádi | 800 m       | 1:49,49  | 7.       | 61.      | kiesett  | kiesett  | kiesett  | kiesett | kiesett  |

| Versenyző      | Versenyszám   | Selejtező | Selejtező | Döntő    | Döntő    |
| Versenyző      | Versenyszám   | Eredmény  | Helyezés  | Eredmény | Helyezés |
| -------------- | ------------- | --------- | --------- | -------- | -------- |
| Abbász Szamimi | Diszkoszvetés | 57,57 m   | 28.       | kiesett  | kiesett  |

## Birkózás

### Férfi
Kötöttfogású
| Versenyző        | Versenyszám | Csoportkör                                                                                       | Csoportkör | Negyeddöntő                     | Elődöntő                   | Bronz- mérkőzés                    | Döntő             | Helyezés |
| Versenyző        | Versenyszám | Ellenfél Eredmény                                                                                | Hely.      | Ellenfél Eredmény               | Ellenfél Eredmény          | Ellenfél Eredmény                  | Ellenfél Eredmény | Helyezés |
| ---------------- | ----------- | ------------------------------------------------------------------------------------------------ | ---------- | ------------------------------- | -------------------------- | ---------------------------------- | ----------------- | -------- |
| Haszan Rangraz   | 55 kg       | B csoport · Lázaro Rivas (CUB) · 4-6 · Szamír Ben Senáf (ALG) · 10-0                             | 2.         | kiesett                         | kiesett                    | kiesett                            | kiesett           | 9.       |
| Ali Askáni       | 60 kg       | G csoport · Roberto Monzón (CUB) · 1-4 · Şeref Tüfenk (TUR) · 1-3 · Hrísztosz Gíkasz (GRE) · 6-1 | 3.         | kiesett                         | kiesett                    | kiesett                            | kiesett           | 11.      |
| Parviz Zejdvand  | 66 kg       | D csoport · Kanat Begalijev (KGZ) · 5-0 · Moises Sánchez (ESP) · 3-1                             | 1.         | Fərid Mənsurov (AZE) · 1-2      |                            | 5. helyért · Kim Inszop (KOR) · DQ |                   | kizárták |
| Behruz Dzsamsidi | 84 kg       | C csoport · Dimítriosz Avrámisz (GRE) · 1-3 · Fritz Aanes (NOR) · 3-0                            | 2.         | kiesett                         | kiesett                    | kiesett                            | kiesett           | 9.       |
| Maszud Hásemzáde | 96 kg       | D csoport · Mindaugas Ežerskis (LTU) · TUS · Petru Sudureac (ROU) · 2-2 PP                       | 1.         | Gennagyij Cshaidze (KGZ) · 3-1  | Ramaz Nozadze (GEO) · 2-4  | Mehmet Özal (TUR) · DSQ            |                   | kizárták |
| Szadzsád Barzi   | 120 kg      | B csoport · Deák Bárdos Mihály (HUN) · 3-1 · Juha Ahokas (FIN) · 2-1                             | 1.         | Yannick Szczepaniak (FRA) · 3-0 | Haszan Barojev (RUS) · 0-4 | Rulon Gardner (USA) · 0-3          |                   | 4.       |

Szabadfogású
| Versenyző             | Versenyszám | Csoportkör | Csoportkör | Negyeddöntő                | Elődöntő                      | Bronz- mérkőzés                             | Döntő                       | Helyezés |
| Versenyző             | Versenyszám | Ellenfél Eredmény                                                                                                  | Hely.      | Ellenfél Eredmény          | Ellenfél Eredmény             | Ellenfél Eredmény                           | Ellenfél Eredmény           | Helyezés |
| --------------------- | ----------- | --- | ---------- | -------------------------- | ----------------------------- | ------------------------------------------- | --------------------------- | -------- |
| Bábak Nurzád          | 55 kg       | C csoport · Bajarágín Naranbátar (MGL) · 0-6 · Kim Hjoszop (KOR) · 6-4                                             | 3.         | kiesett                    | kiesett                       | kiesett                                     | kiesett                     | 16.      |
| Maszud Musztafa Gokár | 60 kg       | E csoport · Bézik Aszlanazvíli (GRE) · 3-2 · Sahit Prizreni (ALB) · 8-0                                            | 1.         |                            | Inoue Kendzsi (JPN) · 5-4     |                                             | Yandro Quintana (CUB) · 0-4 |          |
| Alirezá Dabir         | 66 kg       | F csoport · Mahacs Murtazalijev (RUS) · 0-4 · Artur Tavkazakhov (UZB) · 4-5                                        | 3.         | kiesett                    | kiesett                       | kiesett                                     | kiesett                     | 18.      |
| Mahdi Hádzsizáde      | 74 kg       | D csoport · Joe Williams (USA) · 0-3 · Gela Szaghirasvili (GEO) · 7-5                                              | 2.         | kiesett                    | kiesett                       | kiesett                                     | kiesett                     | 13.      |
| Mádzsid Hodáji        | 84 kg       | A csoport · Jokojama Hidekazu (JPN) · 8-1 · Anudzs Kumár (IND) · 5-1                                               | 1.         | Cael Sanderson (USA) · 5-6 |                               | 5. helyért · Lázarosz Loizídisz (GRE) · 3-0 |                             | 5.       |
| Alirezá Hejdari       | 96 kg       | D csoport · Eldar Kurtanidze (GEO) · 3-2 · Antoine Jaoude (BRA) · 10-0                                             | 1.         | Rüstəm Ağayev (AZE) · 5-0  | Magamed Ibragimov (UZB) · 4-6 | Daniel Cormier (USA) · 3-2                  |                             |          |
| Alirezá Rezáji        | 120 kg      | F csoport · Bozsidar Bojadzsiev (BUL) · 5-0 · Gelegdzsamcín Öszöhbajar (MGL) · 3-0 · Barisz Hrinkevics (BLR) · 7-0 | 1.         |                            | Marid Mutalimov (KAZ) · 4-1   |                                             | Artur Taymazov (UZB) · TUS  |          |

DQ - nem jelentek meg a helyosztón

DSQ - kizárták

PP - döntő fölény

## Cselgáncs
Férfi
| Versenyző               | Versenyszám   | Selejtező         | 32-es főtábla                          | Nyolcaddöntő                      | Negyeddöntő                         | Elődöntő                           | Vigaszág első kör               | Vigaszág negyeddöntő        | Vigaszág elődöntő | Bronz- mérkőzés                        | Döntő             | Helyezés    |
| Versenyző               | Versenyszám   | Ellenfél Eredmény | Ellenfél Eredmény                      | Ellenfél Eredmény                 | Ellenfél Eredmény                   | Ellenfél Eredmény                  | Ellenfél Eredmény               | Ellenfél Eredmény           | Ellenfél Eredmény | Ellenfél Eredmény                      | Ellenfél Eredmény | Helyezés    |
| ----------------------- | ------------- | ----------------- | -------------------------------------- | --------------------------------- | ----------------------------------- | ---------------------------------- | ------------------------------- | --------------------------- | ----------------- | -------------------------------------- | ----------------- | ----------- |
| Maszud Hádzsi Áhóndzáde | Légsúly       |                   | Jean-Claude Cameroun (CMR) · 0030-0001 | Armen Nazarjan (ARM) · 0010-0001  | Reváz Zintirídisz (GRE) · 1000-0021 | Nesztor Hergiani (GEO) · 0011-0122 |                                 |                             |                   | Cshö Minho (KOR) · 0000-1002           |                   | 5.          |
| Hámed Malek Mohammadi   | Könnyűsúly    |                   | Sašo Jereb (SLO) · 1000-0010           | Victor Bivol (MDA) · 0000-1000    |                                     |                                    | Richard León (VEN) · 1010-0000  | João Neto (POR) · 0020-1110 | kiesett           | kiesett                                |                   | helyezetlen |
| Reza Csáhhandag         | Váltósúly     |                   | Ricardo Echarte (ESP) · 1000-0000      | Roman Hontyuk (UKR) · 0002-1001   |                                     |                                    | Ádil Belgájid (MAR) · 0001-0013 | kiesett                     | kiesett           | kiesett                                |                   | helyezetlen |
| Abbász Falláh           | Középsúly     |                   | Keith Morgan (CAN) · 0111-1002         | kiesett                           | kiesett                             | kiesett                            |                                 |                             |                   |                                        |                   | helyezetlen |
| Maszud Hoszravinezsád   | Félnehézsúlyú |                   | Dmitrij Makszimov (RUS) · 0001-0100    | kiesett                           | kiesett                             | kiesett                            |                                 |                             |                   |                                        |                   | helyezetlen |
| Szejed Fasandi          | Nehézsúly     |                   | Joel Brutus (HAI) · 1002-0001          | Selim Tataroğlu (TUR) · 1000-0010 | Semír Pepic (AUS) · 0110-0100       | Tamerlan Tmenov (RUS) · 0010-1110  |                                 |                             |                   | Dennis van der Geest (NED) · 0001-0201 |                   | 5.          |

## Kerékpározás

### Országúti kerékpározás
Férfi
| Versenyző           | Versenyszám   | Idő           | Helyezés      |
| ------------------- | ------------- | ------------- | ------------- |
| Abbász Szaidi Tanhá | Mezőnyverseny | nem ért célba | nem ért célba |
| Amir Zargari        | Mezőnyverseny | nem ért célba | nem ért célba |

### Pálya-kerékpározás
Üldözőversenyek
| Versenyző       | Versenyszám                | Selejtező | Selejtező | Elődöntő     | Elődöntő  | Elődöntő | Döntő        | Döntő     | Döntő    |
| Versenyző       | Versenyszám                | Idő       | Hely.     | Ellenfél Idő | Saját idő | Hely.    | Ellenfél Idő | Saját idő | Helyezés |
| --------------- | -------------------------- | --------- | --------- | ------------ | --------- | -------- | ------------ | --------- | -------- |
| Hoszejn Aszkari | Férfi egyéni üldözőverseny | 4:39,302  | 15.       | kiesett      | kiesett   | kiesett  | kiesett      | kiesett   | kiesett  |

Pontversenyek
| Versenyző      | Versenyszám       | Pont          | Helyezés      |
| -------------- | ----------------- | ------------- | ------------- |
| Mahdi Szohrábi | Férfi pontverseny | nem ért célba | nem ért célba |

## Ökölvívás
| Versenyző      | Versenyszám | Selejtező         | Nyolcaddöntő                     | Negyeddöntő       | Elődöntő          | Döntő             | Helyezés |
| Versenyző      | Versenyszám | Ellenfél Eredmény | Ellenfél Eredmény                | Ellenfél Eredmény | Ellenfél Eredmény | Ellenfél Eredmény | Helyezés |
| -------------- | ----------- | ----------------- | -------------------------------- | ----------------- | ----------------- | ----------------- | -------- |
| Mohammad Áseri | Könnyűsúly  |                   | Domenico Valentino (ITA) · 18-37 | kiesett           | kiesett           | kiesett           | 9.       |

## Sportlövészet
Női
| Versenyző         | Versenyszám | Selejtező | Selejtező | Döntő   | Döntő    |
| Versenyző         | Versenyszám | Pont      | Helyezés  | Pont    | Helyezés |
| ----------------- | ----------- | --------- | --------- | ------- | -------- |
| Naszim Haszan Pur | Légpisztoly | 376       | 28.*      | kiesett | kiesett  |

* - egy másik versenyzővel azonos eredményt ért el

## Súlyemelés
Férfi
| Versenyző               | Versenyszám | Szakítás                 | Szakítás                 | Lökés                    | Lökés                    | Összesen | Helyezés |
| Versenyző               | Versenyszám | Eredmény                 | Helyezés                 | Eredmény                 | Helyezés                 | Összesen | Helyezés |
| ----------------------- | ----------- | ------------------------ | ------------------------ | ------------------------ | ------------------------ | -------- | -------- |
| Szejed Mahdi Pánzván    | 69 kg       | 147,5                    | 4.**                     | érvényes kísérlet nélkül | érvényes kísérlet nélkül | kiesett  | kiesett  |
| Mohammad Hoszejn Barháh | 77 kg       | 160,0                    | 6.****                   | 197,5                    | 6.                       | 357,5    | 6.       |
| Aszgar Ebráhimi         | 94 kg       | 165,0                    | 16.*                     | 190,0                    | 16.                      | 355,0    | 16.      |
| Sáhin Nasziri Niá       | 94 kg       | 172,5                    | 11.                      | 220,0                    | 1.***                    | 392,5    | 4.       |
| Mohszen Biránvand       | 105 kg      | érvényes kísérlet nélkül | érvényes kísérlet nélkül | kiesett                  | kiesett                  | kiesett  | kiesett  |
| Hoszejn Rezázáde        | +105 kg     | 210,0                    | 1.                       | 262,5                    | 1.                       | 472,5    |          |

* - egy másik versenyzővel azonos eredményt ért el

** - két másik versenyzővel azonos eredményt ért el

*** - három másik versenyzővel azonos eredményt ért el

**** - négy másik versenyzővel azonos eredményt ért el

## Taekwondo
Férfi
| Versenyző     | Versenyszám | Nyolcaddöntő                     | Negyeddöntő                 | Elődöntő                        | Vigaszág első kör | Vigaszág elődöntő             | Bronz- mérkőzés           | Döntő                         | Helyezés |
| Versenyző     | Versenyszám | Ellenfél Eredmény                | Ellenfél Eredmény           | Ellenfél Eredmény               | Ellenfél Eredmény | Ellenfél Eredmény             | Ellenfél Eredmény         | Ellenfél Eredmény             | Helyezés |
| ------------- | ----------- | -------------------------------- | --------------------------- | ------------------------------- | ----------------- | ----------------------------- | ------------------------- | ----------------------------- | -------- |
| Hádi Szái     | Pehelysúly  | Carlo Molfetta (ITA) · RSC       | Diogo da Silva (BRA) · 8-6  | Szong Mjongszop (KOR) · 9-9 SUP |                   |                               |                           | Huang Chih-Hsiung (TPE) · 4-3 |          |
| Juszof Karami | Váltósúly   | Kriangkrai Noikoed (THA) · 16-12 | Daniel Trenton (AUS) · 13-9 | Steven López (USA) · 6-7        |                   | Hisem el-Hamdúni (TUN) · 12-4 | Rəşəd Əhmədov (AZE) · 9-8 |                               |          |

RSC - a játékvezető megállította a mérkőzést

SUP - döntő fölény

## Úszás
Férfi
| Versenyző     | Versenyszám | Előfutam | Előfutam | Előfutam | Elődöntő | Elődöntő | Elődöntő | Döntő   | Döntő    |
| Versenyző     | Versenyszám | Idő      | Hely.    | Össz.    | Idő      | Hely.    | Össz.    | Idő     | Helyezés |
| ------------- | ----------- | -------- | -------- | -------- | -------- | -------- | -------- | ------- | -------- |
| Bábak Farhudi | 100 m gyors | 56,42    | 7.       | 61.      | kiesett  | kiesett  | kiesett  | kiesett | kiesett  |